# Marco Cusin
Marco Cusin (* 28. Februar 1985 in Pordenone, Friaul) ist ein italienischer Basketballspieler. Cusin spielte als professioneller Spieler bislang ausschließlich für italienische Vereinsmannschaften und nahm als Nationalspieler an zwei EM-Endrundenturnieren 2011 und 2013 teil.

## Karriere
Cusin wuchs in den Jugendmannschaften des damaligen italienischen Spitzenvereins aus Triest heran. Ab 2002 kam er im Kader der Herrenmannschaft zu ersten Kurzeinsätzen in der höchsten Spielklasse Lega Basket Serie A. In der Saison 2003/04 rutschte die Mannschaft auf den vorletzten Tabellenplatz. Neben dem sportlichen Abstieg wurde die professionelle Mannschaft liquidiert und erhielt auch keine Lizenz mehr für die zweite Liga. Cusin wechselte in den Piemont zum bisherigen Ligakonkurrenten Lauretana aus Biella. Dieser konnte in der Saison 2004/05 auf dem drittletzten Tabellenplatz auch nur knapp den sportlichen Abstieg vermeiden, verbesserten sich jedoch in der folgenden Saison unter dem neuen Namenssponsor Angelico auf den achten Platz und erreichten noch den Einzug in die Play-offs um die Meisterschaft, in denen man in der ersten Runde gegen Titelverteidiger Fortitudo Bologna ausschied. Cusin, der auch in Biella nur langsam seine Spielanteile auf durchschnittlich knapp zehn Minuten Einsatzzeit pro Spiel hatte steigern können, ging in der Saison 2006/07 eine Klasse tiefer in die Legadue, wo er in Ferrara für Carife spielte. Mitte Februar 2007 wechselte er zum Ligakonkurrenten aus Fabriano, der auf dem zehnten Platz am Saisonende die Play-offs um den Aufstieg in die höchste Spielklasse verpasste. In der folgenden Saison spielte Cusin dann für Triboldi Vanoli aus Soresina ebenfalls in der zweiten Liga. Diese verloren die Halbfinalserie der Zweitliga-Play-offs 2008 gegen den späteren Sieger und Aufsteiger Pepsi Caserta. Am Ende der Saison 2008/09 reichte es für die lombardische Mannschaft als Hauptrundendritter zum Gewinn der Play-offs und zum erstmaligen Aufstieg in die Serie A. Nach seiner Rückkehr in die höchste Spielklasse gehörte Cusin nun auch zum erweiterten Kader der italienischen Herren-Nationalmannschaft. Bei der Premiere in der Serie A reichte es für die nun mit Juvi Cremona fusionierte Mannschaft auf dem drittletzten Platz in der um eine Mannschaft verkürzten Liga zum Klassenerhalt.
Für die Saison 2010/11 kehrte Cusin an die Adria zurück und spielte in Pesaro für Scavolini. Nach dem zehnten Platz 2011 reichte es in der folgenden Saison zum sechsten Platz nach der Hauptrunde und zum zweiten Mal nach dem Wiederaufstieg 2007 zum Einzug in die Play-offs um die Meisterschaft. Nach zwei Auftaktniederlagen, darunter eine desaströse 47:74-Auswärtsniederlage, konnte man die folgenden drei Spiele in der ersten Play-off-Runde gegen den Altmeister aus Cantù noch gewinnen und in die Halbfinalserie einziehen, in der man gegen Rekordmeister Olimpia Armani Mailand ausschied. Zur folgenden Saison wechselte Cusin dann zurück in die Lombardei und spielte nun für den Viertelfinalverlierer aus Cantù. Zum Saisonauftakt gewann man die Supercoppa und war nach dem Gewinn der Qualifikation vor eigenem Publikum auch im höchstrangigen europäischen Vereinswettbewerb EuroLeague 2012/13 vertreten. Dort reichte es dann nur noch zu drei Siegen in zehn Vorrundenspielen, was nicht zum Weiterkommen reichte, und auch in der Serie A kam man nur als siebtplatzierte Mannschaft in die Play-offs. Hier konnte man in sieben Spielen Banco di Sardegna Sassari niederringen, doch in der Halbfinalserie gegen Acea Rom verlor man das sechste und siebte Spiel und war damit ausgeschieden. Nachdem Cusin bereits als Ergänzungsspieler mit Kurzeinsätzen am EM-Endrundenturnier 2011 in der italienischen Nationalmannschaft teilgenommen hatte, bei der diese nach nur einem Vorrundensieg enttäuschend abgeschnitten hatte, stand er auch beim EM-Endrundenturnier 2013 wieder im Kader der A-Nationalmannschaft. Bei diesem Turnier, bei dem Cusin bester Rebounder seiner Mannschaft war, konnte man zunächst voll überzeugen und gewann alle fünf Vorrundenspiele, anschließend gelang jedoch in der Zwischenrunde nur noch ein Sieg gegen Titelverteidiger Spanien und nach weiteren Niederlagen im Viertelfinale und den Platzierungsspielen verpasste man die Qualifikation für die Basketball-Weltmeisterschaft 2014. Mit Cantù erreichte Cusin im Eurocup 2013/14 die Zwischenrunde, in der man jedoch sehr knapp und unter dramatischen Umständen mit einem Punkt Unterschied im letzten Gruppenspiel den direkten Vergleich gegen den deutschen Vertreter ratiopharm Ulm verlor und ausschied. In der italienischen Meisterschaft startete man als drittplatzierte Mannschaft aus einer wesentlich besseren Ausgangsposition als im Vorjahr, doch man verlor alle drei Spiele und die Serie erneut gegen den vormaligen Vizemeister Acea Rom. Nach dem Saisonende endete Cusins Vertrag in Cantù.